# Antonio Napolioni

Bischofswappen von Antonio Napolioni

Antonio Napolioni (* 11. Dezember 1957 in Camerino, Provinz Macerata, Italien) ist römisch-katholischer Bischof von Cremona.

## Leben
Antonio Napolioni empfing am 25. Juni 1983 das Sakrament der Priesterweihe für das Camerino.
Am 16. November 2015 ernannte ihn Papst Franziskus zum Bischof von Cremona. Sein Amtsvorgänger Dante Lafranconi spendete ihm am 30. Januar des folgenden Jahres die Bischofsweihe. Mitkonsekratoren waren der Erzbischof von Camerino-San Severino Marche, Francesco Giovanni Brugnaro, und der emeritierte Kurienerzbischof und frühere Erzbischof von Camerino-San Severino Marche, Francesco Gioia OFMCap.